# Mykolaiv (Lviv)
Mykolaiv ou Micolaíve (em ucraniano:  Новояворівськ) é uma cidade da Ucrânia, situada no Oblast de Lviv. Tem 5 km² de área e sua população em 2020 foi estimada em 14.787 habitantes.